# Альмяшева, Оксана Владимировна
Окса́на Влади́мировна Альмя́шева (род. 5 декабря 1974 года) — российский учёный-физикохимик, член-корреспондент РАН (2025).

## Биография
Родилась 5 декабря 1974 года.
В 1998 году — окончила Санкт-Петербургский государственный технологический институт, диплом с отличием.
С 2002 года — ведёт преподавательскую и научную деятельность в Санкт-Петербургском государственном электротехническом университете «ЛЭТИ», с 2017 года — заведующая кафедрой физической химии.
В 2007 году — защитила кандидатскую диссертацию, тема: «Гидротермальный синтез, структура и свойства нанокристаллов и нанокомпозитов на основе системы ZrO2Al2O3SiO2».
В 2018 году — защитила докторскую диссертацию, тема: «Формирование оксидных нанокристаллов и нанокомпозитов в гидротермальных условиях, строение и свойства материалов на их основе».
В 2022 году — присвоено почётное учёное звание профессора РАН.
В 2025 году — избрана членом-корреспондентом РАН по Отделению химии и наук о материалах. Работает в Санкт-Петербургском отделении Академии.

## Научная деятельность
Ведёт исследования в области физхимии формирования оксидных наноструктур, включая нанокомпозиты, получения наноматериалов методами «мягкой» химии, в том числе методом гидротермального синтеза.

## Награды
- Медаль ордена «За заслуги перед Отечеством» II степени (2009)[3]